# Överhovmästarinna
Överhovmästarinna är en tjänst vid de svenska kungliga hovstaterna näst i rang efter riksmarskalken. Överhovmästarinnan har en rådgivande funktion och medverkar vid statsbesök och andra ceremonier. Ursprungligen var överhovmästarinnan chef för drottningens hovstat. Överhovmästarinnan hade i Sverige länge titeln excellens, något som i övrigt var närmast unikt för en kvinna.
Nuvarande överhovmästarinna är Kirstine von Blixen-Finecke.

## Historia
Överhovmästarinnan var den främsta hovdamen inom en drottnings eller en änkedrottnings hovstat. 
Den svenska hovstatens organisation har förändrats över tid. I äldre tid benämndes överhovmästarinnan endast som "hovmästarinna", och en av de mer kända var Birgitta Birgersdotter, senare känd som Heliga Birgitta. Birgitta var från år 1335 och några år framåt, hovmästarinna åt drottning Blanka av Namur.
Positionen - ofta kallade hovmästarinna - existerade under Vasatiden, och innehades då ofta av två personer, vilket lämnade utrymme för ledighet: det noteras också att en hovmästarinna kunde utses för att tjänstgöra tillfälligt.
Under drottning Kristinas regeringstid utnämndes en överhovmästarinna och två underordnade hovmästarinnor, och detta blev sedan vanligt. De underordnade hovmästarinnorna kunde kallas underhovmästarinnor. De övriga kvinnliga kungligheterna hade också en funktionär med samma befattning, men hon kallades vanligen endast för hovmästarinna. En kunglig person av manskön hade en hovmästarinna endast under sin barndom: redan innan han kom i tonåren byttes hans kvinnliga hovfunktionärer ut mot enbart manliga. Om han var tronföljare, kunde hans hovmästarinna ha titeln överhovmästarinna.
Överhovmästarinnan var överordnad alla de övriga hovdamerna inom "Hovfruntimret" och skötte även anställningen av nya personer till drottningens hov. Posten var den högsta befattning en kvinna kunde ha vid det svenska hovet. Hon hade tidigare rangen av excellens, och stod som sådan närmast efter de kvinnliga medlemmarna av kungahuset och även före de flesta män i Sverige. År 1700 motsvarade hennes lön en generals.
Hon mottog, vidarebefordrade och upprätthöll drottningens riktlinjer om hovets skötsel och etikett. Överhovmästarinnan kunde också vid behov representera drottningen vid vissa högtider och hovfester. Överhovmästarinnan hade ansvaret för bland annat hovpresentationen. Det var hos henne den som ville bli officiellt presenterad hos kungafamiljen skulle anmäla sig, och det var också hon som sedan skötte presentationen. Alla som ville sända ett brev eller möta drottningen var tvungen att agera genom överhovmästarinnan. Tidvis har även överhovmästarinnan haft ansvaret för drottningens handkassa och utbetalningarna från dem.  En överhovmästarinna skulle under 1600-talet vara av högadlig börd, och normalt sett var det en änka, som hade erfarenhet av att sköta ett stort hushåll men inte längre hade ansvar för en make eller små barn, som fick tjänsten.

### Nuvarande tjänst
Sedan drottning Louise avlidit 1965 stannade hennes överhovmästarinna, Astrid Rudebeck, kvar i änkemannen kung Gustaf VI Adolfs tjänst och fungerade som vice-värdinna vid hans hov. När nästa överhovmästarinna utnämndes 1994, valde kung Carl XVI Gustaf att behålla denna funktion och chefskapet över drottningens hovstat gick till statsfrun.

### Överhovmästarinnor i svenska hovstater
Listan presenterar en kronologi över det svenska hovets överhovmästarinnor. Under den tid då Sverige var i union med Norge 1814-1905, fanns även en överhovmästarinna som tjänstgjorde vid den norska hovstaten under kungafamiljens besök i Norge.
- 1655–1660: Elisabet Carlsdotter (Gyllenhielm)
- 1680–1693: Maria Elisabeth Stenbock
- 1717–1736: Katarina Ebba Horn af Åminne
- 1736–1751: Hedvig Elisabet Strömfelt
- 1751–1754: Ulla Tessin
- 1754–1761: Ulrica Catharina Stromberg
- 1761–1765: Ulrika Juliana Gyllenstierna
- 1700-talet: Brita Christina Sparre
- 1771–1777: Anna Maria Hjärne
- 1777–1780: Ulrika Strömfelt
- 1780–1795: Lotta Sparre
- 1795–1805: Hedda Piper
- 1805–1810: Louise von Fersen
- 1811–1818: Charlotte Stjerneld
- 1800-talet: Caroline Lewenhaupt
- 1823–1829: Marcelle Tascher de la Pagerie
- 1829–1844: Vilhelmina Gyldenstolpe
- 1844–1859: Charlotta Skjöldebrand
- 1859–1860: Stefanie Hamilton
- 1860–1869: Wilhelmina Bonde
- 1871–1872: Anne-Malène Wachtmeister
- 1872–1879: Elisabet Piper
- 1880–1890: Malvina De la Gardie
- 1890–1907: Ebba Åkerhielm
- 1908–1908: Anna Brahe (tillförordnad)
- 1908–1938: Augusta Lewenhaupt
- 1938–1956: Louise Rålamb
- 1956–1973: Astrid Rudebeck
- 1994–2015: Alice Trolle-Wachtmeister
- 2016–    : Kirstine von Blixen-Finecke